# Palaina misoolensis
Palaina misoolensis is een slakkensoort uit de familie van de Diplommatinidae. De wetenschappelijke naam van de soort werd voor het eerst geldig gepubliceerd in 2017 door Greķe.